# بهراد علی کناری
بهراد علی کناری، رپر اهل اهواز، یکی از شانزده متهم پرونده مرگ «روح‌الله عجمیان» است که پس از چهلم حدیث نجفی درکرج، در دادگاه بدوی به ۲۵ سال حبس در تبعید محکوم شد. همچنین حساب توییتری ۱۵۰۰ تصویر حساب کاربر پیشتر اعلام کرده بود بهراد علی کناری خواننده رپ اهوازی و ۲۸ ساله که در جریان اعتراضات سراسری در کرج بازداشت شده، از سوی دادگاهی در استان البرز متهم به «افساد فی‌الارض» شده و جان او در خطر قرار دارد.
وکیل تسخیری بهراد علی کناری در جلسه دادگاه با توضیح ماده ۲۸۶ می‌گوید که موکلش هیچ عملی که مصداق افساد فی الارض باشد را انجام نداده و در استوری‌های اینستاگرام وی نیز اثری از فراخوان یا تبانی وجود نداشته است. منابع نزدیک به این رپر می‌گویند که او هم‌اکنون در ندامتگاه مرکزی کرج به سر می‌برد.
بهراد علی کناری از بازداشت شدگان اعتراضات سراسری ۱۴۰۱ در پرونده موسوم به «قتل بسیجی روح‌الله عجمیان»، آزاد شد.
۲۸ فروردین ماه ۱۴۰۲، بهراد علی کناری، متهم ردیف چهاردهم پرونده موسوم به اعتراضات اعتراضات کمالشهر کرج از زندان (ندامتگاه) مرکزی کرج، پس تحمل بخشی از حبس تعزیری صادره علیه وی آزاد شد.